# Гидрографическая сеть
Гидрографи́ческая сеть — совокупность рек и других постоянно и временно действующих водотоков, а также озёр, болот и водохранилищ на какой-либо территории.
Гидрографическая сеть характеризуется коэффициентами густоты речной сети, озёрности и заболоченности (отношение площади зеркала озера или поверхности болот к площади территории, выраженное в процентах).
Строение гидрографической сети: её густота, озёрность, заболоченность — обусловлено всем комплексом физико-географических условий и прежде всего климатом (суммой годовых осадков, величиной испарения), рельефом, геологическим строением местности. В процессе эрозии происходит присоединение к речному водосбору новых площадей, ранее не имевших стока в речную систему, ликвидация бессточных участков, западин и т. д. Уменьшение стока ведёт к обособлению отдельных частей гидрографической сети.
Когда рассматривается только система водотоков, применяется термин «речная сеть». Однако нередко понятия гидрографическая сеть и речная сеть отождествляются.